# Brayan García
Brayan García (sinh ngày 26 tháng 3 năm 1993) là một cầu thủ bóng đá người Honduras. Anh đại diện Honduras ở giải bóng đá tại Thế vận hội Mùa hè 2016.